# 8314 Tsuji
8314 Tsuji (1997 US8) là một tiểu hành tinh vành đai chính được phát hiện ngày 25 tháng 10 năm 1997 bởi K. Endate và K. Watanabe ở Kitami.